# Turboshaft

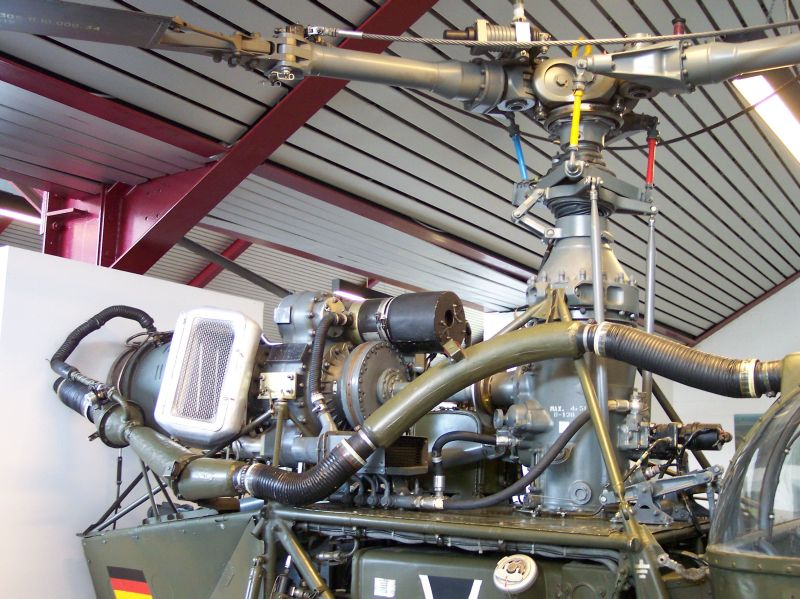
Turboshaft-motor van de Alouette II-helikopter. De uitlaat zit aan de linkerzijde en het zilverkleurige onderdeel met gaas ervoor is een luchtinlaat. De transmissie is het grijze deel aan de rechterzijde, waarop de hoofdrotor is gemonteerd.

De turboshaft-motor (Nederlands: 'asturbinemotor') vertoont grote gelijkenis met de turboprop-motor. Het voornaamste verschil is de turbine-as, die niet een propeller aandrijft, zoals bij een turboprop het geval is. De turbine-as van een turboshaft is verbonden met een transmissie, die bijvoorbeeld de rotors van een helikopter aandrijft. Verder wordt de turboshaft-motor toegepast voor bijvoorbeeld de Auxiliary power unit (APU) van vliegtuigen, de voortstuwing van marineschepen, (snelle) veerboten, vrachtschepen en tanks.